# Campylaea
Campylaea H. Beck, 1837 è un genere di molluschi gasteropodi terrestri della famiglia Helicidae.

## Tassonomia
Il genere comprende le seguenti specie:
- Campylaea doderleiniana (Monterosato, 1869) †
- Campylaea hirta (Menke, 1830)
- Campylaea illyrica (Stabile, 1864)
- Campylaea lefeburiana (A. Férussac, 1821)
- Campylaea ljubetenensis (A. J. Wagner, 1914)
- Campylaea macrostoma (Rossmässler, 1837)
- Campylaea padana (Stabile, 1864)
- Campylaea planospira (Lamarck, 1822)
- Campylaea sadleriana (Rossmässler, 1838)